# Sebastian Moran

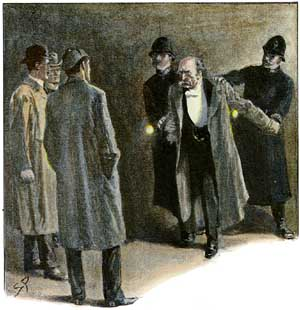
Sebastian Moran arresteras i Det tomma huset.

Överste Sebastian Moran är en fiktiv person som introduceras av författaren Arthur Conan Doyle i Sherlock Holmesberättelsen Det tomma huset. Han är professor Moriartys närmaste man och kollega i Londons undre värld.

## Levnad och karriär
Sebastian Moran föddes 1840 som son till sir Augustus Moran, brittiskt sändebud till Persien. Han utbildades vid Eton och Oxford, varefter han blev officer i den brittisk-indiska armén och tjänstgjorde vid Första Bengaliska Pionjärregementet. Han deltog i strid bland annat i det Andra afghankriget och han var en hängiven idrottsman och jägare. Bland hans olika läroskrifter kan man omnämna Storvilt i Västra Himalaya 1881 och Tre månader i djungeln 1884.
Moran visade sig ha en dålig karaktär och trots att det inte kom till öppen skandal, så tvingades han att lämna armén. Han återvände till London och förde där ett respektabelt gentlemannaliv som det anstod en förutvarande arméofficer. Han var bland annat medlem av klubbar som Anglo - Indian Club, Tankerville Club och Bagatelle Card Club. På grund av sin skrupelfria karaktär rekryterades han av professor James Moriarty. Han tjänstgjorde som dennes stabschef och lönnmördare. Han följde med Moriarty till Schweiz och bevittnade dennes död för Sherlock Holmes hand. Han försökte efter Moriartys död att hämnas denne, genom att döda Holmes, som emellertid undkom.
Moran återvände till London och deltog åter i sällskapslivet och kom där i kontakt med den unge högvälborne Ronald Adair. När denne avslöjade att Moran fuskade i kortspel, så hotade han att avslöja honom om han inte återlämnade vinsten. För att undgå den skandal och vanära som skulle följa på ett avslöjande, beslöt sig Moran för att mörda Adair med ett speciellt utformat luftgevär och han undgick upptäckt. Då Sherlock Holmes kommit hem efter en lång utlandsvistelse, beslöt sig Moran för att mörda honom. Han greps emellertid av Holmes och dennes vän dr Watson med benäget bistånd av kommissarie Lestrade vid Scotland Yard.
Han påstås i berättelsen Den förnäme klienten, som utspelas i september 1902, fortfarande vara i livet liksom i den sista berättelsen Hans sista bragd, som utspelar sig strax före det första världskrigets utbrott 1914.